# Chicago Marathon 1977
De Chicago Marathon 1977 werd gelopen op zondag 25 september 1977. Het was de 1e editie van de Chicago Marathon. De Amerikaan Dan Cloeter kwam als eerste over de streep in 2:17.52. Zijn landgenote Dorothy Doolittle won bij de vrouwen in 2:50.47.

## Uitslagen

### Mannen
| rang   | naam             | land | tijd    |
| ------ | ---------------- | ---- | ------- |
| Goud   | Dan Cloeter      | USA  | 2:17.52 |
| Zilver | Jim Macnider     | USA  | 2:22.49 |
| Brons  | Dave Elger       | USA  | 2:25.25 |
| 4      | Steven Flanagan  | USA  | 2:26.47 |
| 5      | Gary Barrett     | USA  | 2:27.41 |
| 6      | Walter Crawford  | USA  | 2:28.00 |
| 7      | Patrick Davis    | USA  | 2:30.18 |
| 8      | Ken Burke        | USA  | 2:30.30 |
| 9      | Roger Rouiller   | USA  | 2:31.58 |
| 10     | William Van Dyke | USA  | 2:32.49 |

### Vrouwen
| rang   | naam              | land | tijd    |
| ------ | ----------------- | ---- | ------- |
| Goud   | Dorothy Doolittle | USA  | 2:50.47 |
| Zilver | Marilyn Bevans    | USA  | 2:54.56 |
| Brons  | Lynn Johnson      | USA  | 2:58.53 |
| 4      | Cheryl Flanagan   | USA  | 2:58.53 |
| 5      | Penny DeMoss      | USA  | 3:10.37 |
| 6      | Ellen O'Malley    | USA  | 3:11.04 |
| 7      | Sue Ellen Trapp   | USA  | 3:14.09 |
| 8      | Mary Burns        | USA  | 3:15.31 |
| 9      | Diana McIntosh    | USA  | 3:30.36 |
| 10     | Andrea Arena      | ITA  | 3:33.42 |

1977 ·
1978 ·
1979 ·
1980 ·
1981 ·
1982 ·
1983 ·
1984 ·
1985 ·
1986 ·
1987 ·
1988 ·
1989 ·
1990 ·
1991 ·
1992 ·
1993 ·
1994 ·
1995 ·
1996 ·
1997 ·
1998 ·
1999 ·
2000 ·
2001 ·
2002 ·
2003 ·
2004 ·
2005 ·
2006 ·
2007 ·
2008 ·
2009 ·
2010 ·
2011 ·
2012 ·
2013 · 
2014 · 
2015 · 
2016 · 
2017 · 
2018 · 
2019 · 
2021 · 
2022 · 
2023